# Textilní intarzie
Textilní intarzie (angl.: inlaid patchwork) je technika zhotovení plošné textilie z kousků valchované vlněné tkaniny sešíváním téměř neviditelnými stehy.

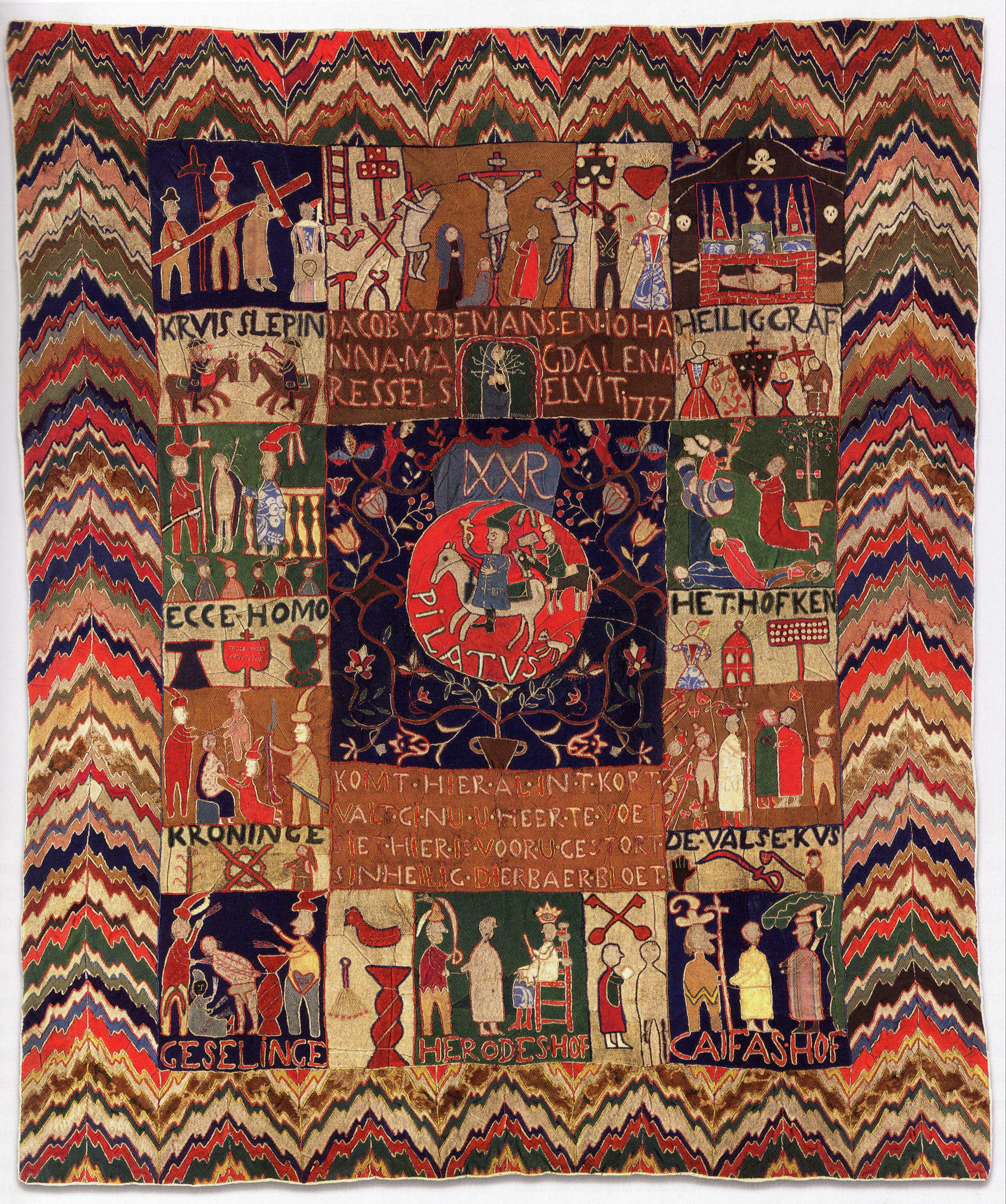
Intarzie z roku 1737 z Dolního Porýní (zvaná Hladové nebo Postní sukno)

S pomocí krokvičkových stehů se sešívají výstřižky různobarevných tkanin místy jen 4 milimetry širokých. Vznikají tak obrazy s bohatými detaily v různých tvarech a velikostech. Valchované tkaniny jsou pro intarzii vhodné zejména proto, že se v nich dají skrýt spojovací stehy pod zplstěným povrchem.
Textilní intarzie přišla do Evropy pravděpodobně v 16. století. V roce 2009 se v Berlíně, ve Vídni a v dalších evropských městech vystavovalo asi 40 intarzií zhotovených v období od roku 1500 až po současnost. Při té příležitosti se konaly také kurzy techniky soudobé intarzie.
S textilní intarzií jsou příbuzné: tapiserie, art protis (netkaná tapiserie, vzniklá a patentovaná v Československu v 60. letech minulého století) , pletená intarzie, patchwork aj.